# Abhar
Abhar (in persiano ابهر‎) è il capoluogo dello shahrestān di Abhar nella provincia di Zanjan in Iran. Nel 2011 aveva 87 396 abitanti. Si trova nella parte sud-orientale della provincia sulla grande strada di comunicazione che collega Zanjan a Qazvin e Teheran.
La città è un centro universitario scientifico, sede di varie università: tra cui la  Islamic Azad University of Abhar. Circa 20 km a sud-est della città si trova l'antico villaggio di Qerveh.